# 馬基夫卡 (羅基特涅區)
49°48′12″N 30°35′11″E / 49.80333°N 30.58639°E
馬基夫卡（烏克蘭語：Маківка）是位於烏克蘭北部的村莊，由基辅州白采爾克瓦區的羅基特內市鎮負責管轄。該村始建於1918年，面積20平方公里，海拔高度175米，2001年人口395，人口密度每平方公里19.8人。